# 旅順要港部

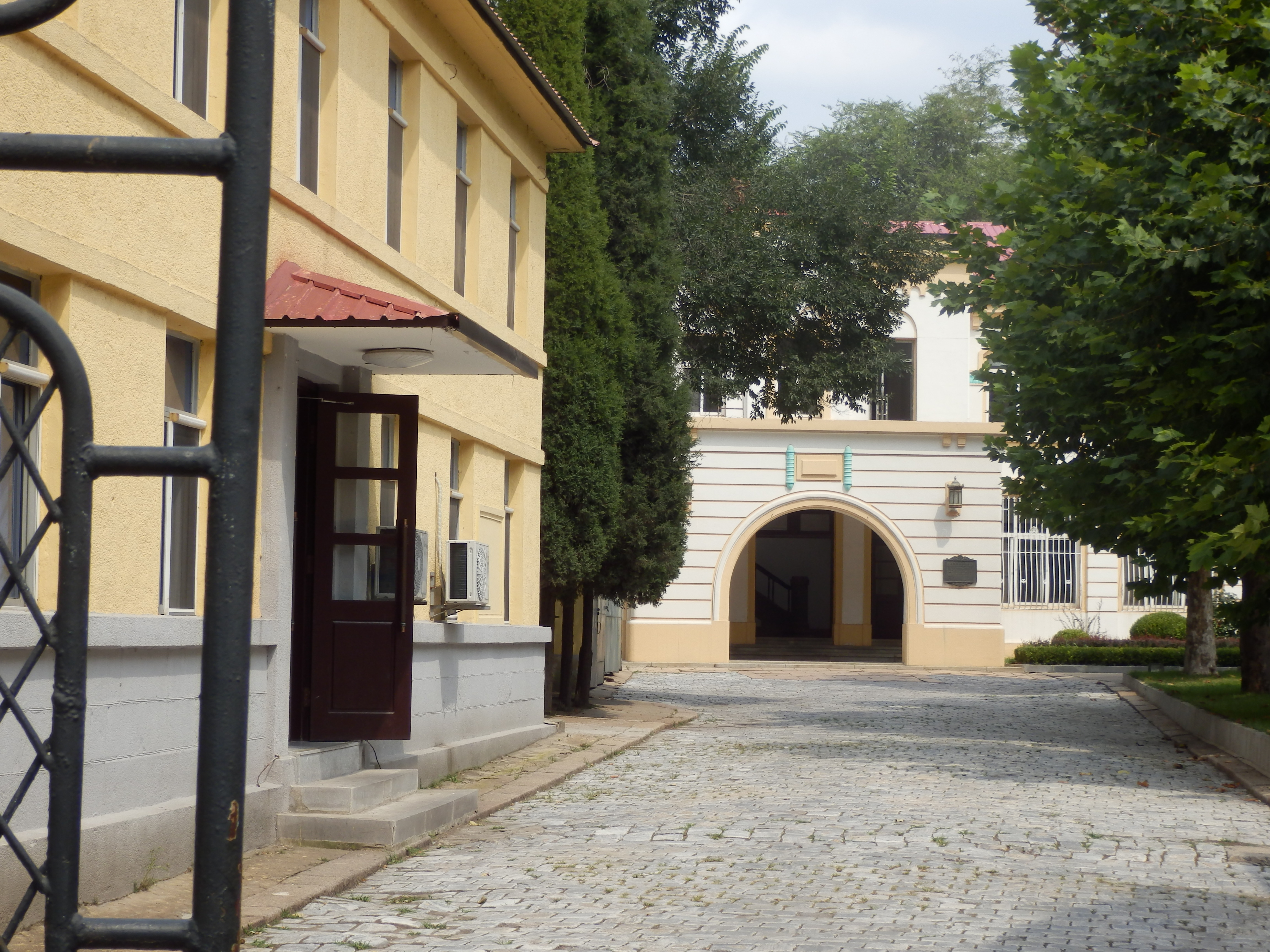
旧旅順要港部庁舎

旅順要港部（りょじゅんようこうぶ）とは、旅順にあった旧日本海軍の要港部である。この項では前身の旅順鎮守府、後身の旅順警備府を含めて記述する。

## 沿革
1894年12月、日清戦争時に日本海軍が設置した旅順口根拠地を嚆矢とするが、日本が三国干渉により遼東半島を返還したことに伴い、旅順口根拠地を1896年2月に廃止した。
1904年8月、日露戦争時に「旅順口鎮守府条例」（内令第342号）が制定され、翌年1月、旅順口の占領時に旅順口鎮守府が設置された。その任務は、黄海・遼東海湾方面の占領地の海岸・海面の警備・防禦、所轄部隊の統括であった。兵員配備・補給は佐世保鎮守府の管掌であった。
1906年9月25日、「旅順鎮守府条例」（勅令第248号）が制定され、同年10月1日に施行し旅順鎮守府と改称した。その任務は、関東州の海岸海面の警備・防禦であった。鎮守府司令長官は、天皇に直隷し麾下艦隊艦船部隊を統率し、軍政に関しては海軍大臣の指示を受けた。1913年3月5日、鎮守府条例を改正（軍令海第1号）し、管掌事項を警備と防禦計画に変更した。
1914年3月14日、「旅順要港部条例」（軍令海第2号）が制定され、同年4月1日、旅順鎮守府に代えて旅順要港部が設置された。その任務は、旅順と付近の海岸海面の防禦・警備と軍需品の配給であった。要港部司令官は天皇に直隷し麾下艦船部隊を統率し、軍政に関しては海軍大臣の指示を受け、艦政（艦船・兵器等の技術関係部門）に関しては佐世保鎮守府司令長官の指示を受けた。1922年12月1日、旅順要港部は廃止され（11月10日軍令海第2号）、防禦・警備は旅順防備隊に移管された。
1933年4月、「旅順要港部令」（軍令海第2号）が制定され、同月20日に旅順要港部が再設置された。その任務は、所管警備区の防禦・警備、満州国沿岸警備、所管の出師準備であった。要港部司令官は、天皇に直隷し麾下艦船部隊を統率し、軍政に関しては海軍大臣の指示を受け、艦政に関しては佐世保鎮守府司令長官の指示を受けた。1933年9月、司令官は作戦計画について軍令部総長の指示を受けることとなった（軍令海第9号）。1936年6月、艦政に関して佐世保鎮守府司令長官から独立した（軍令海第2号）。
1941年11月20日、目前に迫った日米開戦に備え従前の要港部は警備府に改編され（軍令海第20号）、旅順要港部は旅順警備府となった。しかし、1942年1月15日をもって定員を置かず、旅順警備府は実質的に廃止された。

## 年譜
- 1894年12月15日 旅順口根拠地設置
- 1896年2月26日 旅順口根拠地廃止
- 1905年1月7日 旅順口鎮守府設置
- 1906年10月1日 旅順鎮守府と改称。
- 1914年4月1日 旅順鎮守府、旅順要港部に降格。
- 1922年12月1日 旅順要港部廃止
- 1933年4月20日 旅順要港部再設置
- 1941年11月20日 旅順要港部、旅順警備府に昇格。
- 1942年1月15日 定員を置かず、旅順警備府は実質的に廃止。

## 歴代司令官

### 旅順口根拠地司令長官
- （兼）相浦紀道 少将：1894年12月15日 -
- 坪井航三中将：1895年2月16日 - 1896年2月26日

### 旅順口鎮守府司令長官
- 柴山矢八 中将：1905年1月7日 - 1906年2月2日
- 三須宗太郎 中将：1906年2月2日 - 10月1日

### 旅順鎮守府司令長官
- 三須宗太郎 中将：1906年10月1日 -
- 橋元正明 中将：1906年11月22日 - 1908年8月28日
- 富岡定恭 中将：1908年8月28日 - 1910年12月1日
- 山田彦八 中将：1910年12月1日 - 1912年12月1日
- 坂本一 中将：1912年12月1日 - 1914年3月31日

### 旅順要港部司令官
（第一次）
- 川島令次郎 中将：1914年4月1日 - 1915年12月13日
- 財部彪 中将：1915年12月13日 - 1916年12月1日
- 黒井悌次郎 中将：1916年12月1日 -
- 松村龍雄 中将：1918年12月1日 -
- 中野直枝 中将：1920年10月1日 -
- 川原袈裟太郎 中将：1921年12月1日 - 1922年12月1日

（第二次）
- 津田静枝 少将：1933年4月20日 -
- 枝原百合一 中将：1933年7月1日 -
- 浜田吉治郎 少将：1934年11月15日 -
- 和田秀穂 少将：1935年11月15日 -
- 前田政一 少将：1936年12月1日 -
- 佐藤市郎 中将：1938年11月15日 -
- 細萱戊子郎 中将：1939年11月15日 -
- 小松輝久 中将：1940年11月15日 -
- 浮田秀彦 中将：1941年7月5日 - 11月20日

### 旅順警備府司令長官
- 浮田秀彦 中将：1941年11月20日 - 1942年1月15日